# Siroccopteryx
Siroccopteryx  es un género extinto de pterosaurio pterodactiloide de la familia Ornithocheiridae, que vivió a finales del período Cretácico Inferior (entre el Albiense y el Cenomaniense, hace cerca de 105 millones de años). Sus restos han sido descubiertos en Marruecos. 

## Descripción
El género fue nombrado y descrito en 1999 por Bryn Mader y Alexander Kellner, y significa “ala del sirocco”, en referencia al viento cálido que se origina en el África del Norte y luego atraviesa el Mediterráneo, unido al término del griego clásico pteryx, que traduce "alas". La designación de la especie tipo, S. moroccensis se refiere a Marruecos, siendo el primer pterosaurio descrito de ese país.
Este pterosaurio es conocido sólo a partir de la parte anterior de una mandíbula con dientes. El fósil, holotipo LINHM 016 (Museo de Historia Natural de Long Island), fue encontrado cerca de Ksar-es-Souk, en la provincia de Errachidia en la región de Meknes-Tafilalet, en 30.4° N, 4,9° de longitud (a 17,6° N, 4.2° de longitud Oeste) en Beg'aa, al oeste de Hamada du Guiren en el sureste de Marruecos, en una capa de arenisca roja, un depósito aluvial de grano fino del Albiano-Cenomaniano. Se compone de los dientes frontales y un hocico que no está comprimido. El hocico era alargado y estrecho, con una parte terminal alargada y grande, con una especie de cresta en forma de quilla anterior más alta que la de Anhanguera pero no tan alta como la de Coloborhynchus o Tropeognathus. Los dientes eran agudos pero más cortos y robustos que los de Anhanguera. El hueso tiene una superficie áspera y curtida, con extrañas marcas de arrugas y depresiones; esta puede ser una consecuencia de las condiciones de preservación, pero los descriptores sugieren que apuntan a una enfermedad, posiblemente causada por abscesos dentales. De acuerdo con André Veldmeijer, son probablemente daños posteriores y no indican la presencia de una cubierta córnea en la cresta.
La envergadura de este pterosaurio de gran tamaño debía ser de cuatro a cinco metros; es probable que este animal fuera un especializado planeador, y se aventurara en el mar, frente a las costas de África, para capturar peces y otras presas que nadaran cerca de la superficie.

## Filogenia
Los descubridores de Siroccopteryx situaron a este género en la familia Anhangueridae, sensu Kellner. David Unwin, sin embargo, indicó en 2001 que era una especie del género Coloborhynchus, denominándose entonces C. moroccensis y siendo un miembro de los Ornithocheiridae. Esto ha sido controversial. En el mismo año, Michael Festnacht sugirió que era más similar a Anhanguera debido al extremo amplio del hocico. En 2009, Kellner consideró que Siroccopteryx, Coloborhynchus clavirostris y Uktenadactylus probablemente formaban juntos un clado dentro de Anhangueridae.
En 2019, un análisis desarrollado por Pêgas et al. asignó a Siroccopteryx dentro de la familia Anhangueridae en lugar de Ornithocheiridae, el cual es el concepto que es usado por los investigadores brasileños. Sin embargo, en el mismo año Jacobs et al. publicó un análisis que indica que Siroccopteryx está dentro de la familia Ornithocheiridae, aunque concluyeron que pudo estar cercanamente relacionado y por lo tanto sería un taxón hermano tanto de Ornithocheirus como de Tropeognathus, lo cual contradice la conclusión de que Siroccopteryx estaba más cercanamente emparentado con Coloborhynchus.
|  | Coloborhynchus |
|  |                |
|  | Siroccopteryx  |
|  |                |
|  | Uktenadactylus |
|  |                |

|  | Caulkicephalus |
|  |                |
|  | Guidraco       |
|  |                |
|  | Ludodactylus   |
|  |                |

|  | Anhanguera                                                      |
|  |                                                                 |
|  | Liaoningopterus                                                 |
|  |                                                                 |
|  | \| \| Cearadactylus \| \| \| \| \| \| Maaradactylus \| \| \| \| |
|  |                                                                 |
|  | Cearadactylus                                                   |
|  |                                                                 |
|  | Maaradactylus                                                   |
|  |                                                                 |

|  | Cearadactylus |
|  |               |
|  | Maaradactylus |
|  |               |

|  | Caulkicephalus |
|  |                |
|  | Guidraco       |
|  |                |
|  | Ludodactylus   |
|  |                |

|  | Anhanguera                                                      |
|  |                                                                 |
|  | Liaoningopterus                                                 |
|  |                                                                 |
|  | \| \| Cearadactylus \| \| \| \| \| \| Maaradactylus \| \| \| \| |
|  |                                                                 |
|  | Cearadactylus                                                   |
|  |                                                                 |
|  | Maaradactylus                                                   |
|  |                                                                 |

|  | Cearadactylus |
|  |               |
|  | Maaradactylus |
|  |               |

|  | Coloborhynchus |
|  |                |
|  | Siroccopteryx  |
|  |                |
|  | Uktenadactylus |
|  |                |

|  | Caulkicephalus |
|  |                |
|  | Guidraco       |
|  |                |
|  | Ludodactylus   |
|  |                |

|  | Anhanguera                                                      |
|  |                                                                 |
|  | Liaoningopterus                                                 |
|  |                                                                 |
|  | \| \| Cearadactylus \| \| \| \| \| \| Maaradactylus \| \| \| \| |
|  |                                                                 |
|  | Cearadactylus                                                   |
|  |                                                                 |
|  | Maaradactylus                                                   |
|  |                                                                 |

|  | Cearadactylus |
|  |               |
|  | Maaradactylus |
|  |               |

|  | Caulkicephalus |
|  |                |
|  | Guidraco       |
|  |                |
|  | Ludodactylus   |
|  |                |

|  | Anhanguera                                                      |
|  |                                                                 |
|  | Liaoningopterus                                                 |
|  |                                                                 |
|  | \| \| Cearadactylus \| \| \| \| \| \| Maaradactylus \| \| \| \| |
|  |                                                                 |
|  | Cearadactylus                                                   |
|  |                                                                 |
|  | Maaradactylus                                                   |
|  |                                                                 |

|  | Cearadactylus |
|  |               |
|  | Maaradactylus |
|  |               |

|  | Coloborhynchus |
|  |                |
|  | Siroccopteryx  |
|  |                |
|  | Uktenadactylus |
|  |                |

|  | Caulkicephalus |
|  |                |
|  | Guidraco       |
|  |                |
|  | Ludodactylus   |
|  |                |

|  | Anhanguera                                                      |
|  |                                                                 |
|  | Liaoningopterus                                                 |
|  |                                                                 |
|  | \| \| Cearadactylus \| \| \| \| \| \| Maaradactylus \| \| \| \| |
|  |                                                                 |
|  | Cearadactylus                                                   |
|  |                                                                 |
|  | Maaradactylus                                                   |
|  |                                                                 |

|  | Cearadactylus |
|  |               |
|  | Maaradactylus |
|  |               |

|  | Caulkicephalus |
|  |                |
|  | Guidraco       |
|  |                |
|  | Ludodactylus   |
|  |                |

|  | Anhanguera                                                      |
|  |                                                                 |
|  | Liaoningopterus                                                 |
|  |                                                                 |
|  | \| \| Cearadactylus \| \| \| \| \| \| Maaradactylus \| \| \| \| |
|  |                                                                 |
|  | Cearadactylus                                                   |
|  |                                                                 |
|  | Maaradactylus                                                   |
|  |                                                                 |

|  | Cearadactylus |
|  |               |
|  | Maaradactylus |
|  |               |

|  | Coloborhynchus |
|  |                |
|  | Siroccopteryx  |
|  |                |
|  | Uktenadactylus |
|  |                |

|  | Caulkicephalus |
|  |                |
|  | Guidraco       |
|  |                |
|  | Ludodactylus   |
|  |                |

|  | Anhanguera                                                      |
|  |                                                                 |
|  | Liaoningopterus                                                 |
|  |                                                                 |
|  | \| \| Cearadactylus \| \| \| \| \| \| Maaradactylus \| \| \| \| |
|  |                                                                 |
|  | Cearadactylus                                                   |
|  |                                                                 |
|  | Maaradactylus                                                   |
|  |                                                                 |

|  | Cearadactylus |
|  |               |
|  | Maaradactylus |
|  |               |

|  | Caulkicephalus |
|  |                |
|  | Guidraco       |
|  |                |
|  | Ludodactylus   |
|  |                |

|  | Anhanguera                                                      |
|  |                                                                 |
|  | Liaoningopterus                                                 |
|  |                                                                 |
|  | \| \| Cearadactylus \| \| \| \| \| \| Maaradactylus \| \| \| \| |
|  |                                                                 |
|  | Cearadactylus                                                   |
|  |                                                                 |
|  | Maaradactylus                                                   |
|  |                                                                 |

|  | Cearadactylus |
|  |               |
|  | Maaradactylus |
|  |               |

|  | Ornithocheirus simus      |
|  |                           |
|  | Tropeognathus mesembrinus |
|  |                           |
|  | Siroccopteryx moroccensis |
|  |                           |

|  | Uktenadactylus wadleighi |
|  |                          |
|  | Coloborhynchus spp.      |
|  |                          |

|  | Coloborhynchus fluviferox |
|  |                           |
|  | Coloborhynchus capito     |
|  |                           |

|  | Uktenadactylus wadleighi |
|  |                          |
|  | Coloborhynchus spp.      |
|  |                          |

|  | Coloborhynchus fluviferox |
|  |                           |
|  | Coloborhynchus capito     |
|  |                           |

|  | \| \| Cimoliopterus \| \| \| \| \| \| Camposipterus spp. \| \| \| \| |
|  |                                                                      |
|  | Cimoliopterus                                                        |
|  |                                                                      |
|  | Camposipterus spp.                                                   |
|  |                                                                      |

|  | Cimoliopterus      |
|  |                    |
|  | Camposipterus spp. |
|  |                    |

|  | Ornithocheirus simus      |
|  |                           |
|  | Tropeognathus mesembrinus |
|  |                           |
|  | Siroccopteryx moroccensis |
|  |                           |

|  | Uktenadactylus wadleighi |
|  |                          |
|  | Coloborhynchus spp.      |
|  |                          |

|  | Coloborhynchus fluviferox |
|  |                           |
|  | Coloborhynchus capito     |
|  |                           |

|  | Uktenadactylus wadleighi |
|  |                          |
|  | Coloborhynchus spp.      |
|  |                          |

|  | Coloborhynchus fluviferox |
|  |                           |
|  | Coloborhynchus capito     |
|  |                           |

|  | \| \| Cimoliopterus \| \| \| \| \| \| Camposipterus spp. \| \| \| \| |
|  |                                                                      |
|  | Cimoliopterus                                                        |
|  |                                                                      |
|  | Camposipterus spp.                                                   |
|  |                                                                      |

|  | Cimoliopterus      |
|  |                    |
|  | Camposipterus spp. |
|  |                    |

|  | Ornithocheirus simus      |
|  |                           |
|  | Tropeognathus mesembrinus |
|  |                           |
|  | Siroccopteryx moroccensis |
|  |                           |

|  | Uktenadactylus wadleighi |
|  |                          |
|  | Coloborhynchus spp.      |
|  |                          |

|  | Coloborhynchus fluviferox |
|  |                           |
|  | Coloborhynchus capito     |
|  |                           |

|  | Uktenadactylus wadleighi |
|  |                          |
|  | Coloborhynchus spp.      |
|  |                          |

|  | Coloborhynchus fluviferox |
|  |                           |
|  | Coloborhynchus capito     |
|  |                           |

|  | \| \| Cimoliopterus \| \| \| \| \| \| Camposipterus spp. \| \| \| \| |
|  |                                                                      |
|  | Cimoliopterus                                                        |
|  |                                                                      |
|  | Camposipterus spp.                                                   |
|  |                                                                      |

|  | Cimoliopterus      |
|  |                    |
|  | Camposipterus spp. |
|  |                    |

|  | Ornithocheirus simus      |
|  |                           |
|  | Tropeognathus mesembrinus |
|  |                           |
|  | Siroccopteryx moroccensis |
|  |                           |

|  | Uktenadactylus wadleighi |
|  |                          |
|  | Coloborhynchus spp.      |
|  |                          |

|  | Coloborhynchus fluviferox |
|  |                           |
|  | Coloborhynchus capito     |
|  |                           |

|  | Uktenadactylus wadleighi |
|  |                          |
|  | Coloborhynchus spp.      |
|  |                          |

|  | Coloborhynchus fluviferox |
|  |                           |
|  | Coloborhynchus capito     |
|  |                           |

|  | \| \| Cimoliopterus \| \| \| \| \| \| Camposipterus spp. \| \| \| \| |
|  |                                                                      |
|  | Cimoliopterus                                                        |
|  |                                                                      |
|  | Camposipterus spp.                                                   |
|  |                                                                      |

|  | Cimoliopterus      |
|  |                    |
|  | Camposipterus spp. |
|  |                    |

|  | Ornithocheirus simus      |
|  |                           |
|  | Tropeognathus mesembrinus |
|  |                           |
|  | Siroccopteryx moroccensis |
|  |                           |

|  | Uktenadactylus wadleighi |
|  |                          |
|  | Coloborhynchus spp.      |
|  |                          |

|  | Coloborhynchus fluviferox |
|  |                           |
|  | Coloborhynchus capito     |
|  |                           |

|  | Uktenadactylus wadleighi |
|  |                          |
|  | Coloborhynchus spp.      |
|  |                          |

|  | Coloborhynchus fluviferox |
|  |                           |
|  | Coloborhynchus capito     |
|  |                           |

|  | \| \| Cimoliopterus \| \| \| \| \| \| Camposipterus spp. \| \| \| \| |
|  |                                                                      |
|  | Cimoliopterus                                                        |
|  |                                                                      |
|  | Camposipterus spp.                                                   |
|  |                                                                      |

|  | Cimoliopterus      |
|  |                    |
|  | Camposipterus spp. |
|  |                    |

|  | Ornithocheirus simus      |
|  |                           |
|  | Tropeognathus mesembrinus |
|  |                           |
|  | Siroccopteryx moroccensis |
|  |                           |

|  | Uktenadactylus wadleighi |
|  |                          |
|  | Coloborhynchus spp.      |
|  |                          |

|  | Coloborhynchus fluviferox |
|  |                           |
|  | Coloborhynchus capito     |
|  |                           |

|  | Uktenadactylus wadleighi |
|  |                          |
|  | Coloborhynchus spp.      |
|  |                          |

|  | Coloborhynchus fluviferox |
|  |                           |
|  | Coloborhynchus capito     |
|  |                           |

|  | \| \| Cimoliopterus \| \| \| \| \| \| Camposipterus spp. \| \| \| \| |
|  |                                                                      |
|  | Cimoliopterus                                                        |
|  |                                                                      |
|  | Camposipterus spp.                                                   |
|  |                                                                      |

|  | Cimoliopterus      |
|  |                    |
|  | Camposipterus spp. |
|  |                    |

|  | Ornithocheirus simus      |
|  |                           |
|  | Tropeognathus mesembrinus |
|  |                           |
|  | Siroccopteryx moroccensis |
|  |                           |

|  | Uktenadactylus wadleighi |
|  |                          |
|  | Coloborhynchus spp.      |
|  |                          |

|  | Coloborhynchus fluviferox |
|  |                           |
|  | Coloborhynchus capito     |
|  |                           |

|  | Uktenadactylus wadleighi |
|  |                          |
|  | Coloborhynchus spp.      |
|  |                          |

|  | Coloborhynchus fluviferox |
|  |                           |
|  | Coloborhynchus capito     |
|  |                           |

|  | \| \| Cimoliopterus \| \| \| \| \| \| Camposipterus spp. \| \| \| \| |
|  |                                                                      |
|  | Cimoliopterus                                                        |
|  |                                                                      |
|  | Camposipterus spp.                                                   |
|  |                                                                      |

|  | Cimoliopterus      |
|  |                    |
|  | Camposipterus spp. |
|  |                    |

|  | Ornithocheirus simus      |
|  |                           |
|  | Tropeognathus mesembrinus |
|  |                           |
|  | Siroccopteryx moroccensis |
|  |                           |

|  | Uktenadactylus wadleighi |
|  |                          |
|  | Coloborhynchus spp.      |
|  |                          |

|  | Coloborhynchus fluviferox |
|  |                           |
|  | Coloborhynchus capito     |
|  |                           |

|  | Uktenadactylus wadleighi |
|  |                          |
|  | Coloborhynchus spp.      |
|  |                          |

|  | Coloborhynchus fluviferox |
|  |                           |
|  | Coloborhynchus capito     |
|  |                           |

|  | \| \| Cimoliopterus \| \| \| \| \| \| Camposipterus spp. \| \| \| \| |
|  |                                                                      |
|  | Cimoliopterus                                                        |
|  |                                                                      |
|  | Camposipterus spp.                                                   |
|  |                                                                      |

|  | Cimoliopterus      |
|  |                    |
|  | Camposipterus spp. |
|  |                    |